# الزواج في الإسلام

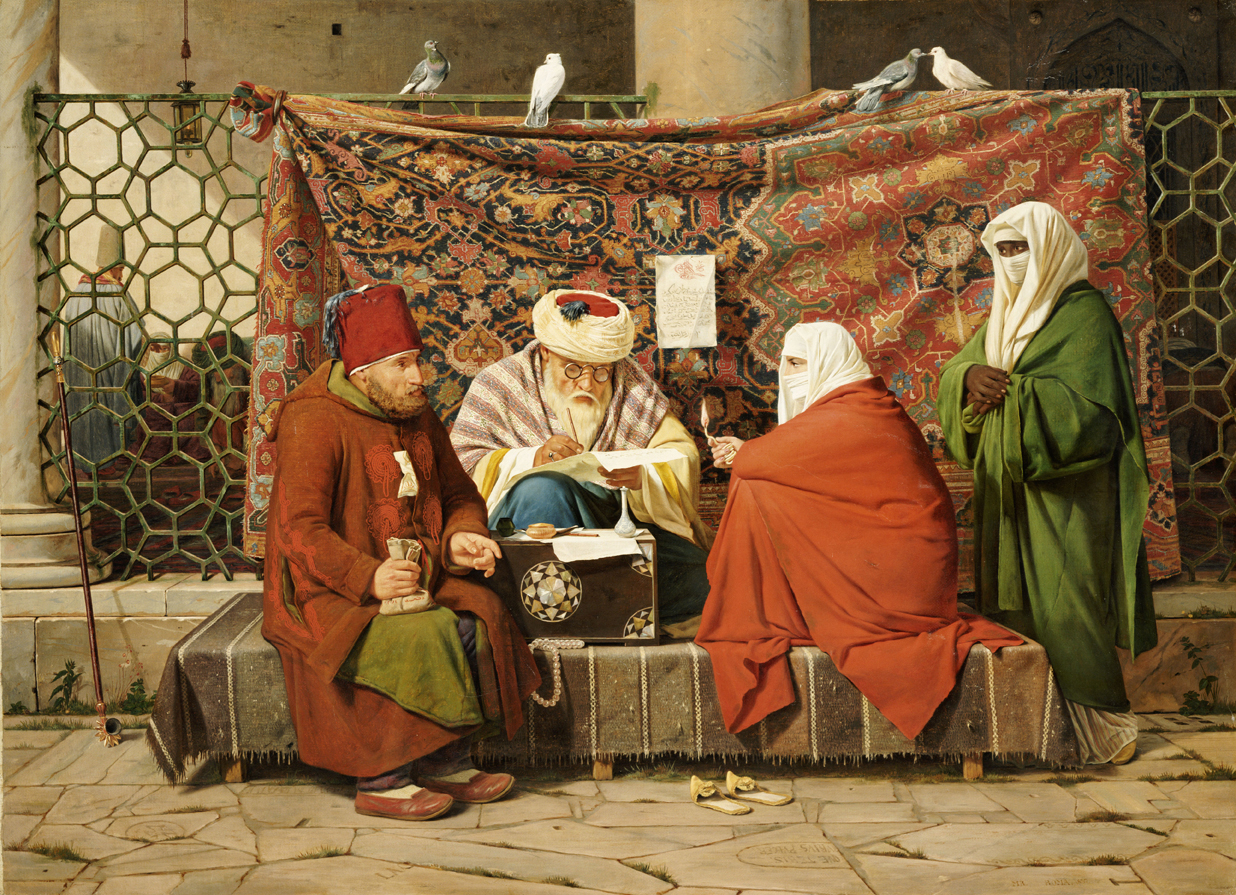

الزواج في الإسلام يحث الإسلام على الزواج وينهى عن التبتل، يقال: (تَبَتَّلَ عن الزواج: تركه زُهدًا فيه)، والزواج من سنن الأنبياء والمرسلين فيقول الله في القران ﴿وَلَقَدْ أَرْسَلْنَا رُسُلًا مِنْ قَبْلِكَ وَجَعَلْنَا لَهُمْ أَزْوَاجًا وَذُرِّيَّةً وَمَا كَانَ لِرَسُولٍ أَنْ يَأْتِيَ بِآيَةٍ إِلَّا بِإِذْنِ اللَّهِ لِكُلِّ أَجَلٍ كِتَابٌ ۝٣٨﴾ الرعد: 38، 
روي أن رسول اللّه ﷺ قال: 
| الزواج في الإسلام | أربع من سنن المرسلين: الحناء، والتعطر، والسواك، والنكاح | الزواج في الإسلام |

 والهدف من الزواج هو الاحصان والعفاف لقوله صلى الله عليه وسلم  ""يامعشر الشباب من استطاع منكم الباءة فليتزوج فانه  أغض للبصر و أحصن للفرج"" وكذلك عمارة الارض لان الانسان خليفة الله في ارضه والزواج هو الوسيلة الشرعية الوحيدة لتحقيق  لانجاب الابناء وتربيتهم تربية سليمة وكذلك تحقيق الاستقرار والسكينة  لقوله عز وجل: ﴿وَمِنْ آيَاتِهِ أَنْ خَلَقَ لَكُمْ مِنْ أَنْفُسِكُمْ أَزْوَاجًا لِتَسْكُنُوا إِلَيْهَا وَجَعَلَ بَيْنَكُمْ مَوَدَّةً وَرَحْمَةً إِنَّ فِي ذَلِكَ لَآيَاتٍ لِقَوْمٍ يَتَفَكَّرُونَ ۝٢١﴾
روي أن رسول اللّه ﷺ قال: 
| الزواج في الإسلام | يا معشر الشباب من استطاع منكم الباءة؛ فليتزوج فإنه أغض للبصر وأحفظ للفرج، ومن لم يستطع؛ فعليه بالصوم، فإنه له وجاء رواه البخاري. | الزواج في الإسلام |

## أسس الاختيار
يعتبر الاختيار قبل الزواج عاملا مهماً لبناء الأسرة، وهناك عدة صفات يتم عليها الاختيار، وقد أخبر النبي ﷺ ، عن ذلك بقوله: تُنكَحُ المرأةُ لأربَعٍ: لمالِها ولحَسَبِها وجَمالِها ولدينها، فاظفَرْ بذاتِ الدِّينِ تَرِبَتْ يَداكَ ، ومعنى (ذات الدين) أي: الملتزمة بتعاليم الدين، بالمحافظة على العبادة، واجتناب ما نهى الله عنه، وهو أفضل ما ينبغي توفره في الزوجين، ملتزما بشرائع الإسلام في حياته فلا يظلم زوجته، فإن أحبّها أكرمها وإن لم يحبها لم يظلمها ولم يُهنها.
ويستحب أن يكون من عائلة طيبة، ونسب معروف، فإذا تقدم للمرأة رجلان درجتهما في الدين واحدة، فيُقدَّم صاحب الأسرة الطيبة والعائلة المعروفة بالمحافظة على أمر الله تبارك وتعالى ما دام الآخر لا يفضله في الدين لأنّ صلاح أقارب الزوج يسري إلى أولاده ويستحب أيضا أن يكون هناك قبول في المظهر لقول النبي محمد ﷺ : (خير النساء من إذا نظرت إليها سرتك، وإذا أمرتها أطاعتك، وإذا أقسمت عليها أبرتك، وإذا غبت عنها حفظتك في نفسها ومالك){أخرج النسائي}.
ويستحب الزواج لمن لديه قدرة عليه أن يكون ذا مال يُعفّ به نفسه وأهل بيته، لقول النبي محمد ﷺ يَا مَعْشَرَ الشَّبَابِ، «مَنِ اسْتَطَاعَ مِنْكُمُ الْبَاءَةَ فَلْيَتَزَوَّجْ...» أَخْرَجَهُ الْبُخَارِيُّ

## شروط صحة الزواج
هي الشروط التي تتوقف عليها صحته، بحيث إذا وجدت يعتبر الزاوج شرعيا وهذه الشروط هي:-
1. حل للرجل التزوج بالمرأة التي يريد الاقتران بها، فلا تكون محرمة عليه بأي سبب من أسباب التحريم المؤقت أو المؤبد.
2. الإيجاب والقبول
3. والاشهاد على الزواج من شاهدين.
4. وموافقة الولي للقاصر فقط أما الأيم؛ فلا بد من موافقتها وإذنها لوليها لقوله ﷺ في الحديث الشريف: <<«الأيم أحق بنفسها من وليها»[6] رواه مسلم وأبو داود والترمذي والنسائي ومالك في الموطأ. والأيم من لا زوج لها بكرا أو لا، فإنه ليس للولي إلا مباشرة العقد إذا رضيت، وقد جعلها أحق منه به. وفي مصر يأخذ بالمذهب الحنفي في قانون الأحوال الشخصية منذ قيام الدولة العثمانية إلى الآن. بجانب مصر هناك دول إسلامية أخرى تتبع المذهب الحنفي في أمور المعاملات التي منها الأحوال الشخصية وتشمل الميراث والزواج والطلاق...

## المحرمات من النساء على الرجل
والمحرمات من النساء حددهنَّ القرآن الكريم بشكل مفصل ومحكم تباعا من الأصول إلى الفروع في الآيتين ال 22 و23 من سورة النساء: ﴿وَلَا تَنْكِحُوا مَا نَكَحَ آبَاؤُكُمْ مِنَ النِّسَاءِ إِلَّا مَا قَدْ سَلَفَ إِنَّهُ كَانَ فَاحِشَةً وَمَقْتًا وَسَاءَ سَبِيلًا ۝٢٢ حُرِّمَتْ عَلَيْكُمْ أُمَّهَاتُكُمْ وَبَنَاتُكُمْ وَأَخَوَاتُكُمْ وَعَمَّاتُكُمْ وَخَالَاتُكُمْ وَبَنَاتُ الْأَخِ وَبَنَاتُ الْأُخْتِ وَأُمَّهَاتُكُمُ اللَّاتِي أَرْضَعْنَكُمْ وَأَخَوَاتُكُمْ مِنَ الرَّضَاعَةِ وَأُمَّهَاتُ نِسَائِكُمْ وَرَبَائِبُكُمُ اللَّاتِي فِي حُجُورِكُمْ مِنْ نِسَائِكُمُ اللَّاتِي دَخَلْتُمْ بِهِنَّ فَإِنْ لَمْ تَكُونُوا دَخَلْتُمْ بِهِنَّ فَلَا جُنَاحَ عَلَيْكُمْ وَحَلَائِلُ أَبْنَائِكُمُ الَّذِينَ مِنْ أَصْلَابِكُمْ وَأَنْ تَجْمَعُوا بَيْنَ الْأُخْتَيْنِ إِلَّا مَا قَدْ سَلَفَ إِنَّ اللَّهَ كَانَ غَفُورًا رَحِيمًا ۝٢٣﴾ [النساء:22–23]

## آثار عقد الزواج
الزواج الذي استوفي أركانه وشرائطه تترتب عليه آثار شرعية هي:
1. استمتاع كل من الزوجين بالآخر على النحو المأذون فيه شرعا ما لم يمنع منه مانع كالحيض أو النفاس مثلا.
2. وجوب المهر المسمى في العقد فتستحقه الزوجة
3. وجوب النفقة بعناصرها وهي الطعام والسكن والكسوة
4. ثبوت حرمة المصاهرة، بمعنى أن تحرم الزوجة على أصول الزوج وفروعه وأن يحرم الزوج على أصول الزوجة وفروعها ولكن تثبت الحرمة في بعض الحالات بنفس العقد كما هو الحال في أصول الزوجة مثلا فالعقد على البنات يحرم الأمهات
5. ثبوت نسب الأولاد من هذا الزواج
6. ثبوت حق الإرث بين الزوجين ما لم يمنع من ذلك مانع.
7. وجوب العدل بين الزوجات في حقوقهن عند التعدد أي التسوية بينهن في الحقوق كالقسم في البيات والنفقة بعناصرها المختلفة، وأما الحب والميل القلبي فهذا أمر لا يملكه قالت عائشة: "كان رسول الله ﷺ يقسم فيعدل ويقول: هذا قسمي فيما أملك فلا تلمني فيما تملك ولا أملك"[7] [بحاجة لمصدر] قال الترمذي يعني به الحب والمودة.
8. وجوب طاعة الزوجة لزوجها إذا دعاها إلى الفراش، لقول الله في القرآن الكريم: «ولهن مثل الذي عليهن بالمعروف وللرجال عليهن درجة» قال ابن العربي: معناه وجوب الطاعة وهو حق عام، فتقدم طاعته على طاعة الله في النوافل فلا تصوم إلا بإذنه ولا تحج إلا معه... عن النبي ﷺ أنه قال: ((استوصوا بالنساء خيرا))[8]رواه الشيخان، وإذا كان ذلك من حقوق الزوجة على الزوج فله عليها أيضا أن تحسن معاشرته بالمعروف.

## فوائد الزواج

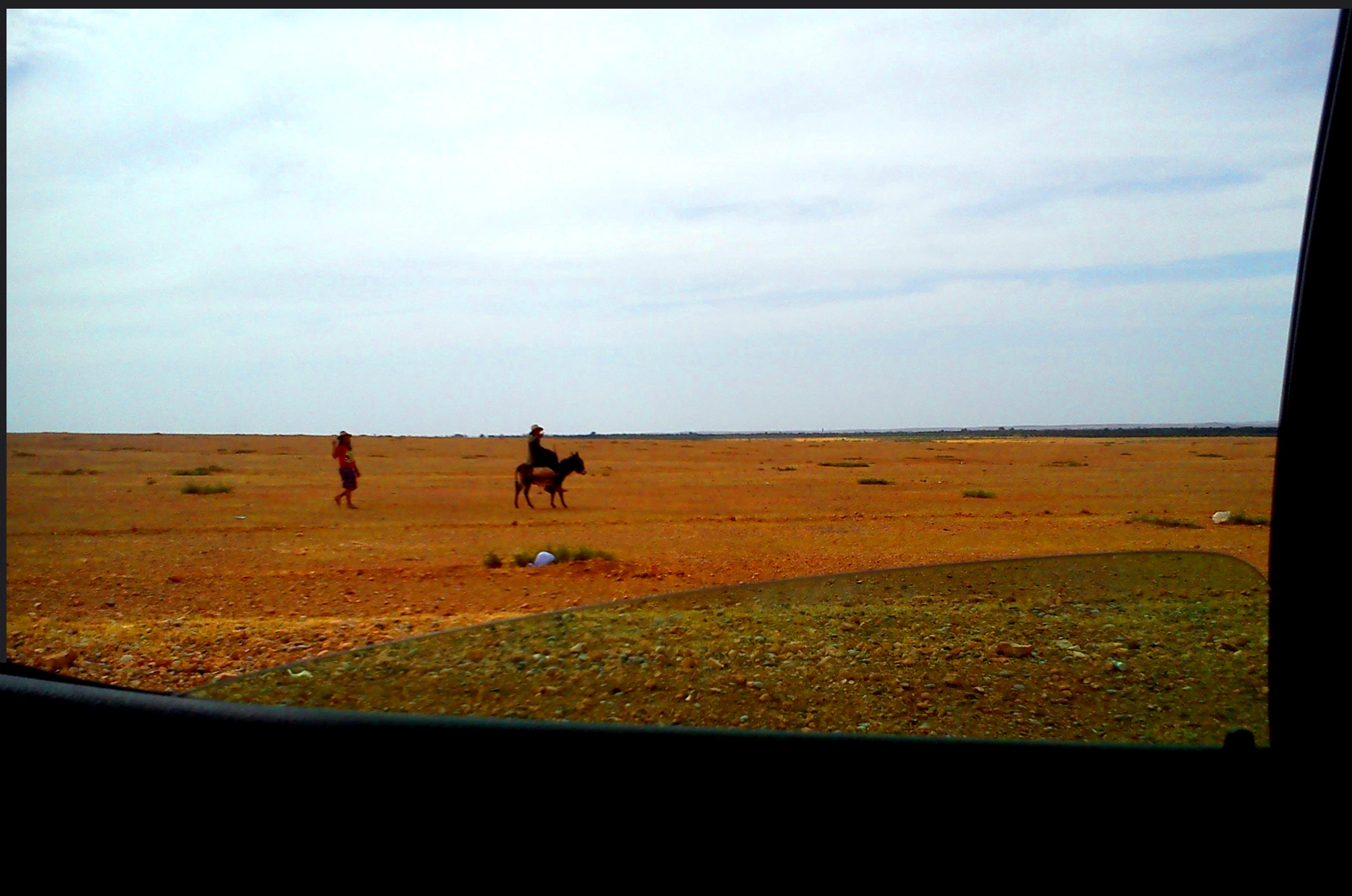
زوجان فلاحان في منطقة قروية حيث تبدو عناية الزوج بزوجته من خلال هذا التصرف الفطري والسليم رغم الإنعزالية عن المناطق الحضارة والمناطق الحضرية

- الذي يريد الزواج يجد العون من الله، فقد قال رسول الله ﷺ: «ثلاثةٌ حقٌ على الله عونهم: المجاهد في سبيل الله، والمُكاتب الذي يريد الأداء، والناكح الذي يريد العفاف».[9]
- الزواج هو السبيل المشروع لإشباع الغريزة الجنسية بصورة يرضاها الله ورسوله، قال ﷺ: «حُبِّب إليَّ من دنياكم: النساء والطيب، وجُعلتْ قرَّة عيني في الصلاة».[10]
- طريق لكسب الحسنات. قال ﷺ: «وفي بُضْع أحدكم صدقة. قالوا: يا رسول الله، أيأتي أحدنا شهوته، ويكون له فيها أجر؟ قال: أرأيتم، لو وضعها في حرام، أكان عليه وِزْر؟. قالوا: بلى. قال: فكذلك إذا وضعها في الحلال كان له أجر»[11]
- وسيلة لاستمرار الحياة، وتعمير الأرض، فالأبناء الصالحون امتداد لعمل الزوجين بعد وفاتهما، قال ﷺ: «إذا مات ابن آدم انقطع عمله إلا من ثلاث: صدقة جارية، أو علم يُنْتفَع به، أو ولد صالح يدعو له»[12]
- سبيل للتعاون، فالزوجة تكفي زوجها تدبير أمور المنزل، وتهيئة أسباب المعيشة، والزوج يكفيها أعباء الكسب، وتدبير شؤون الحياة
- تقوية الصلات والمعارف من خلال المصاهرة، واتساع دائرة الأقارب، فلما غزا النبي محمد بني المصطلق في غزوة المريسيع، وأسر منهم خلقًا كثيرًا، تزوج السيدة جويرية بنت الحارث (رضي الله عنها) وكانت من بين الأسرى فأطلق الصحابة ما كان بأيديهم من الأسرى؛ إكرامًا للرسول وأصهاره، فكان زواجها أعظم بركة على قومها

## الزواج المحرم
كان يوجد أنواع كثيرة من الزواج في الجاهلية فأبطلها الإسلام ما عدا نكاح الصداق.